# سوراخ بینی

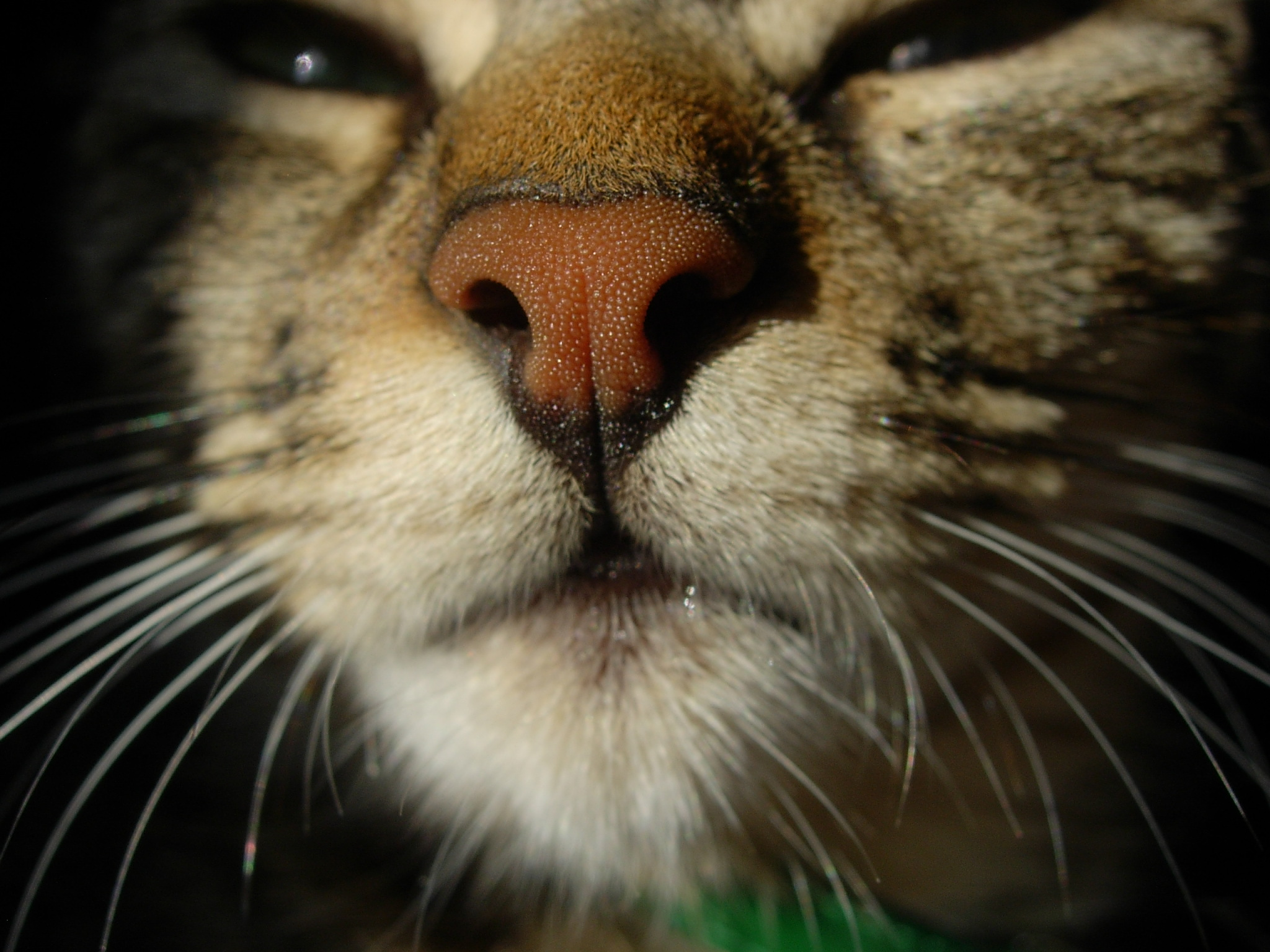
سوراخ بینی چندین کارکرد دارد که مهم‌ترین آن‌ها بویایی، پالایش هوای تنفسی، و تنظیم دمایی است.

سوراخ بینی یا مَنخَرین اندام بیرونی دستگاه تنفسی جانوران است که از راه آن هوا به درون شش‌ها راه می‌یابد.

## کارکرد
سوراخ‌های بینی از جمله بخش‌های فعال در کارکرد بسیاری از سامانه‌های عملی و کالبدشناختی بدن هستند:
- بویایی
- پالایش هوا از راه موهای ریز درون خود و مخاط تولید شده توسط غدد که باعث به دام افتادن بعضی ذرات خارجی می‌شود.[۴] این ذرات در غیر آن صورت توسط عطسه از بدن بیرون فرستاده می‌شوند.[۵]
- تنظیم دمایی هوای در تماس با شش‌ها، با ایجاد نقش یک مبادله‌گر گرمایی و حتی مشارکت در تنظیم دمایی مغز مانند آنچه در انسان اتفاق می‌افتد. در عکس‌هایی که توسط تابش فروسرخ به رنگ روشن‌تر دیده می‌شود. تنباکو و کافئین باعث کاهش جریان خون در این منطقه شده و آن را خنک می‌کنند.[۶]
- در بعضی گونه‌ها همچون اعضای تیره‌های فیلان و مورچه‌خوران، پشک آن‌ها بلند و کشیده است.